# Петровские корабли
«Петровские корабли» — частный музей в Воронеже, основным направлением деятельности которого является популяризация истории Воронежского края и истории, связанных с Петром Великим во времена зарождения русского военно-морского флота.
Адрес: РФ, Воронежская область, город Воронеж, ул. Свободы, д. 59.

## История
Был открыт 25 мая 2019 года на площади в 400 м². Основателем музея стал меценат Сергей Дмитриевич Наумов. В собрании музея были представлены найденные в местах расположения верфей предметы старины конца XVII — начала XVIII веков, макеты вещей, военной формы и оружия, соответствующие Петровской эпохе.

## Экспозиция
Экспонаты расположены на шести площадках: зал Воеводы, Адмиралтейский зал, игровой зал «Детская палуба», кают-компания, грот легенд, комната Петра I. Центральное место в экспозиции занимают макеты кораблей.

## Галерея

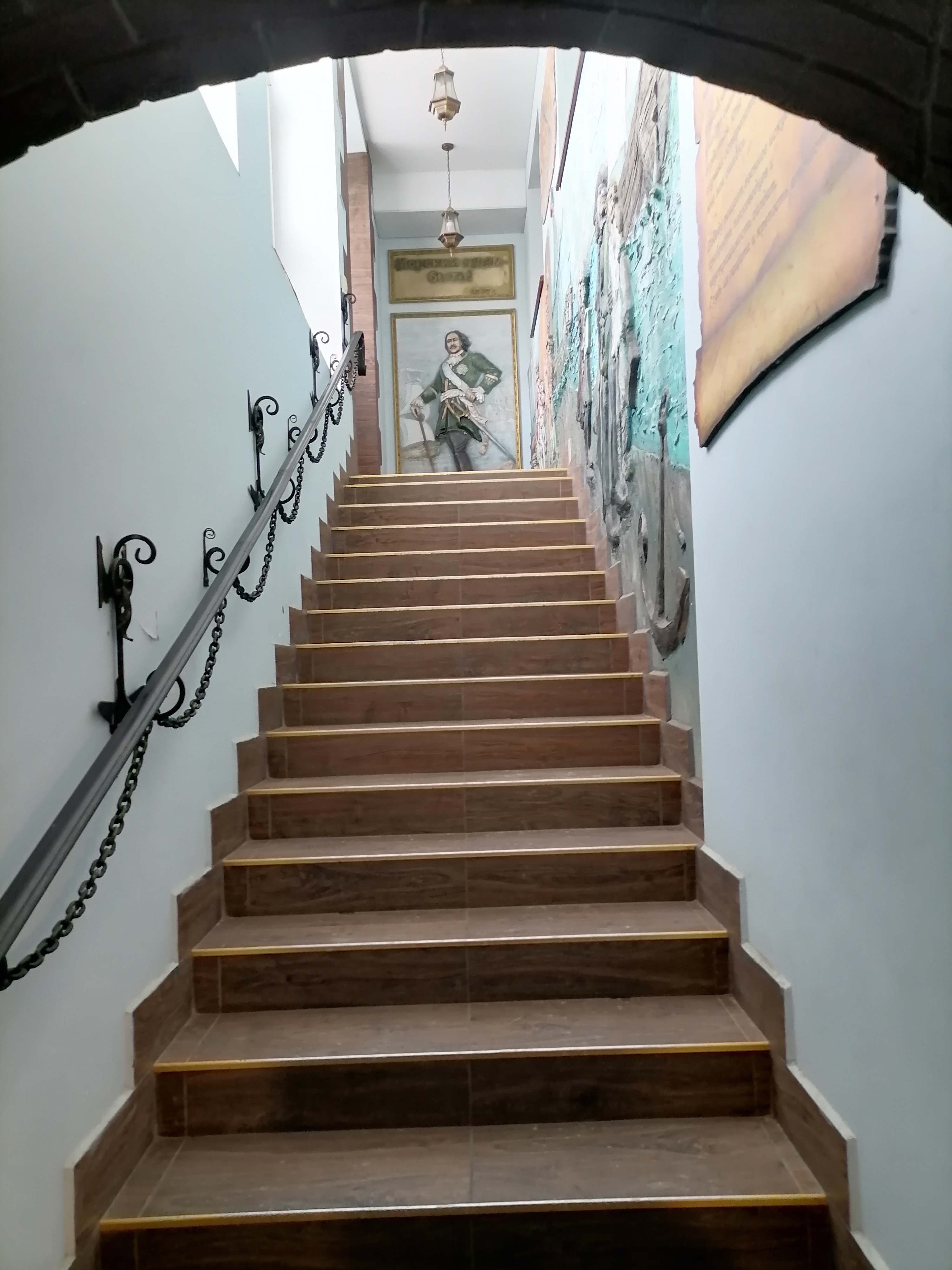
Лестница музея
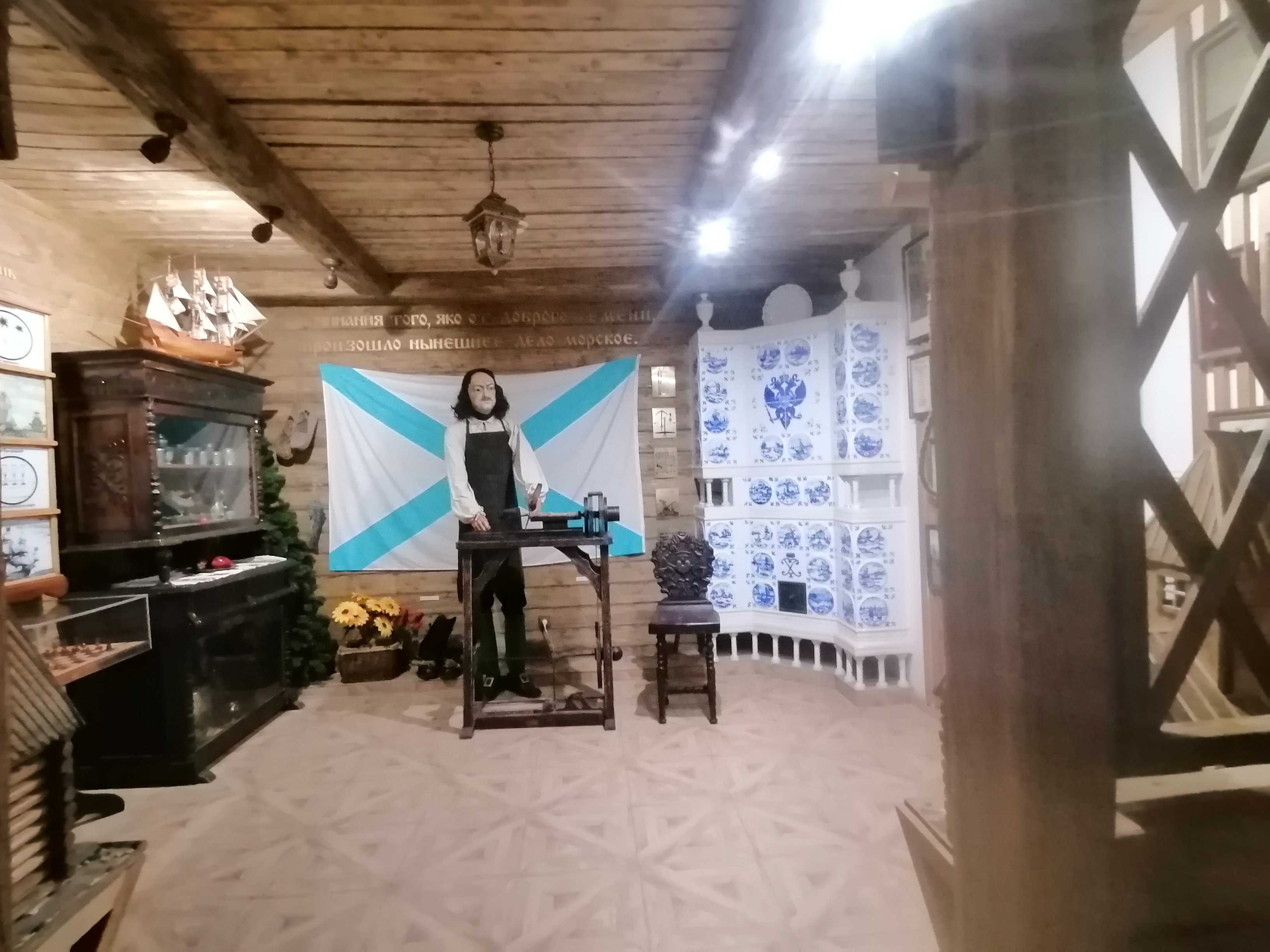
Мастерская
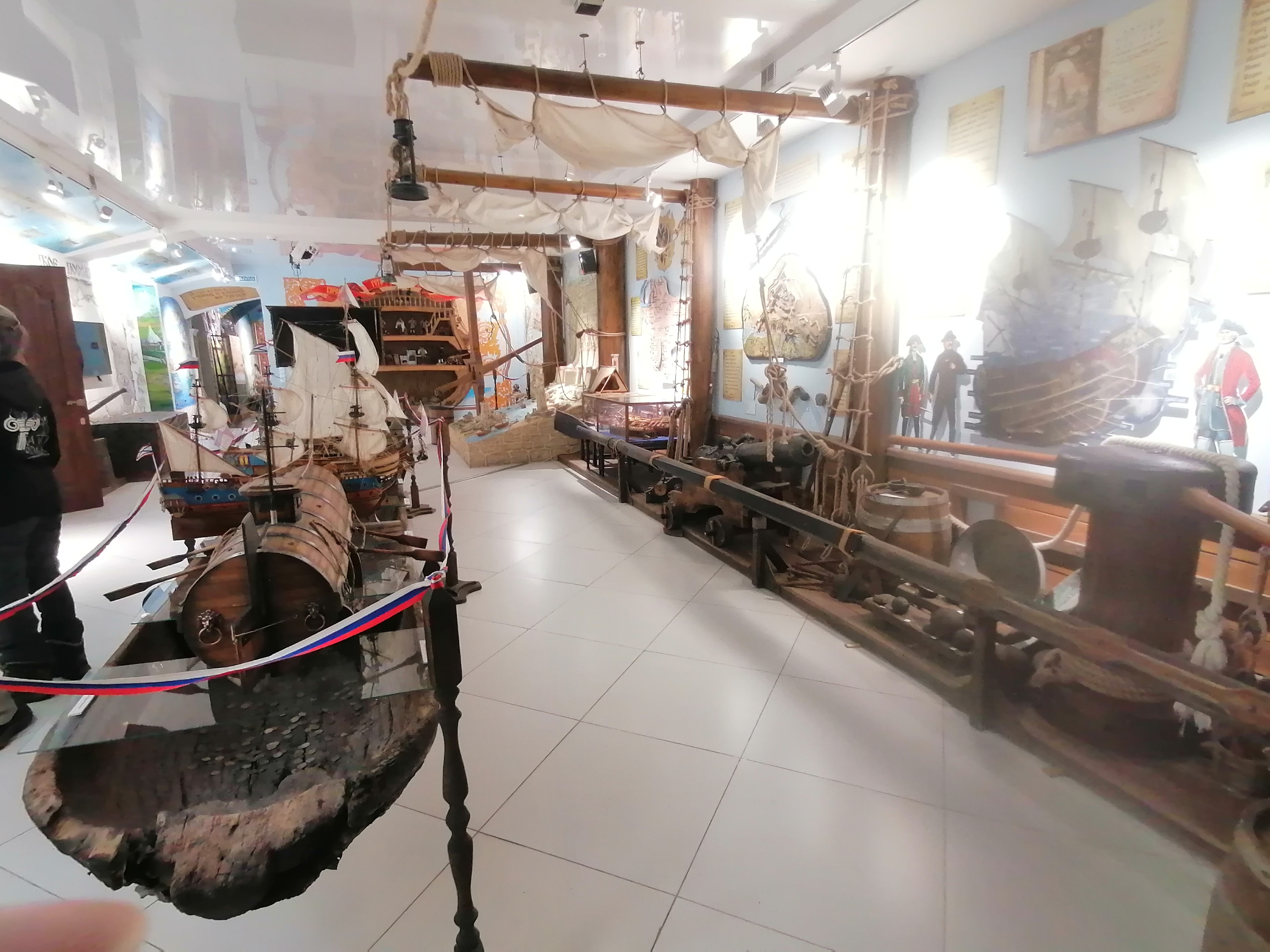
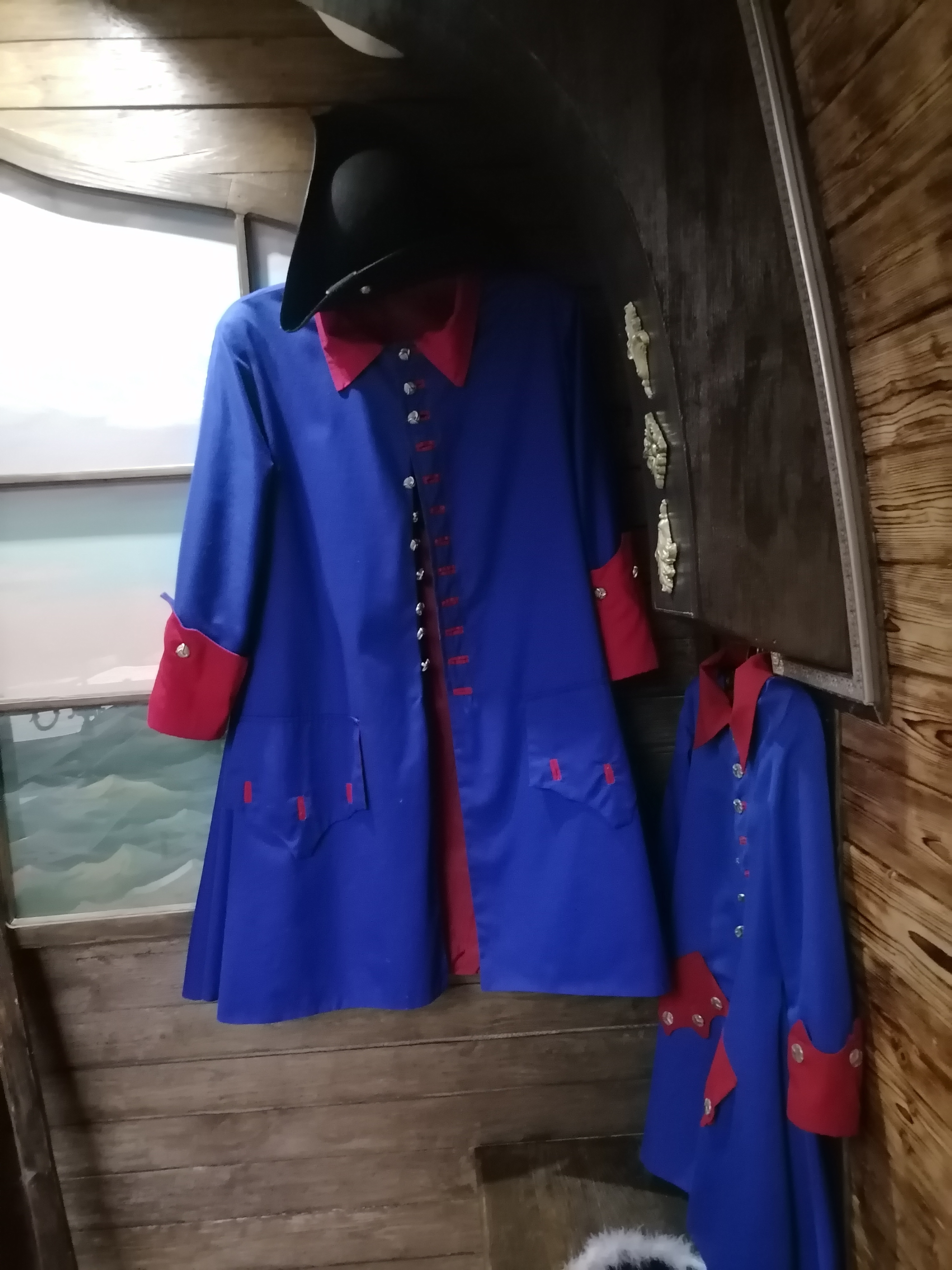
Костюмы петровской эпохи
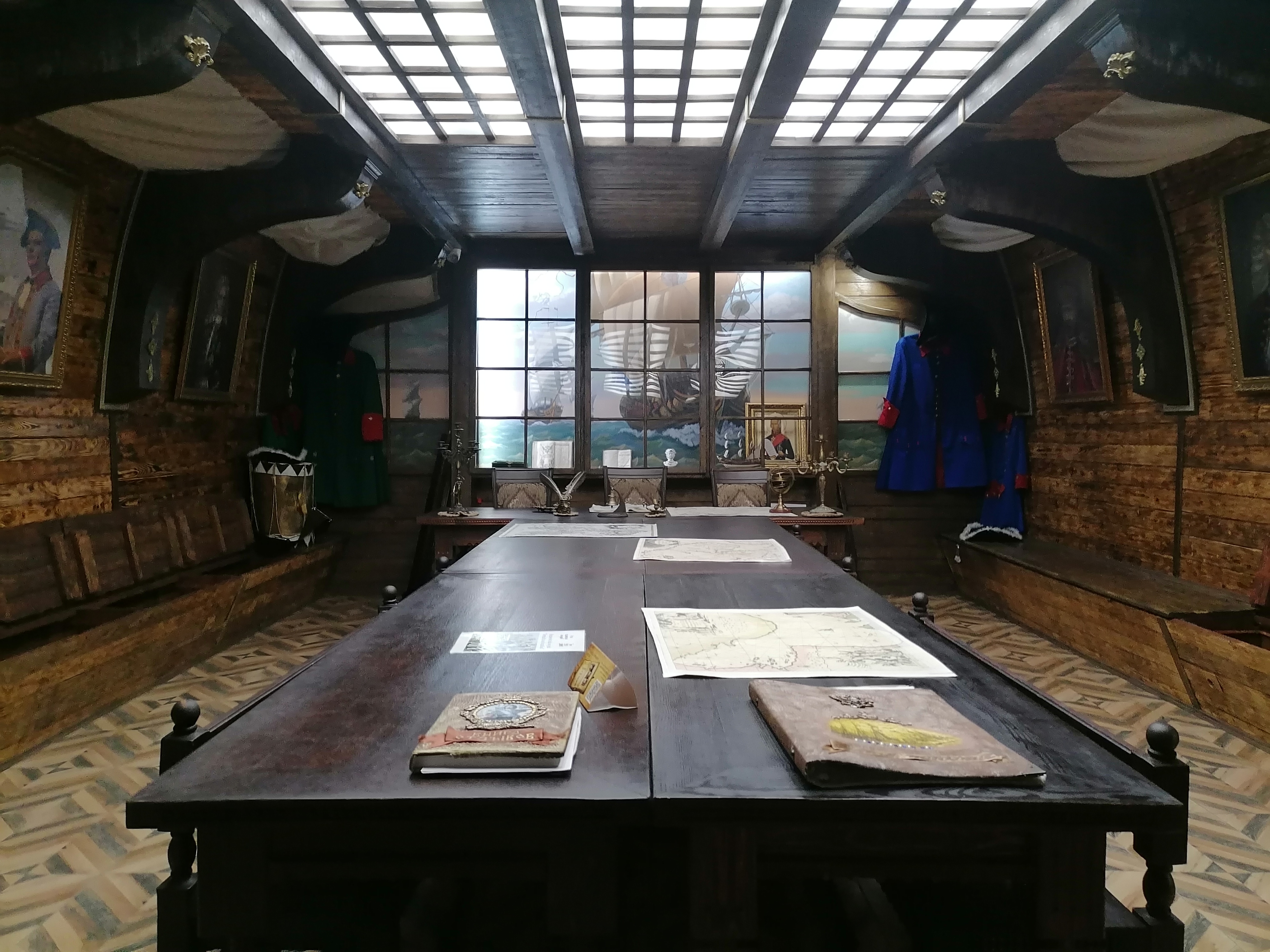
Зал ассамблеи
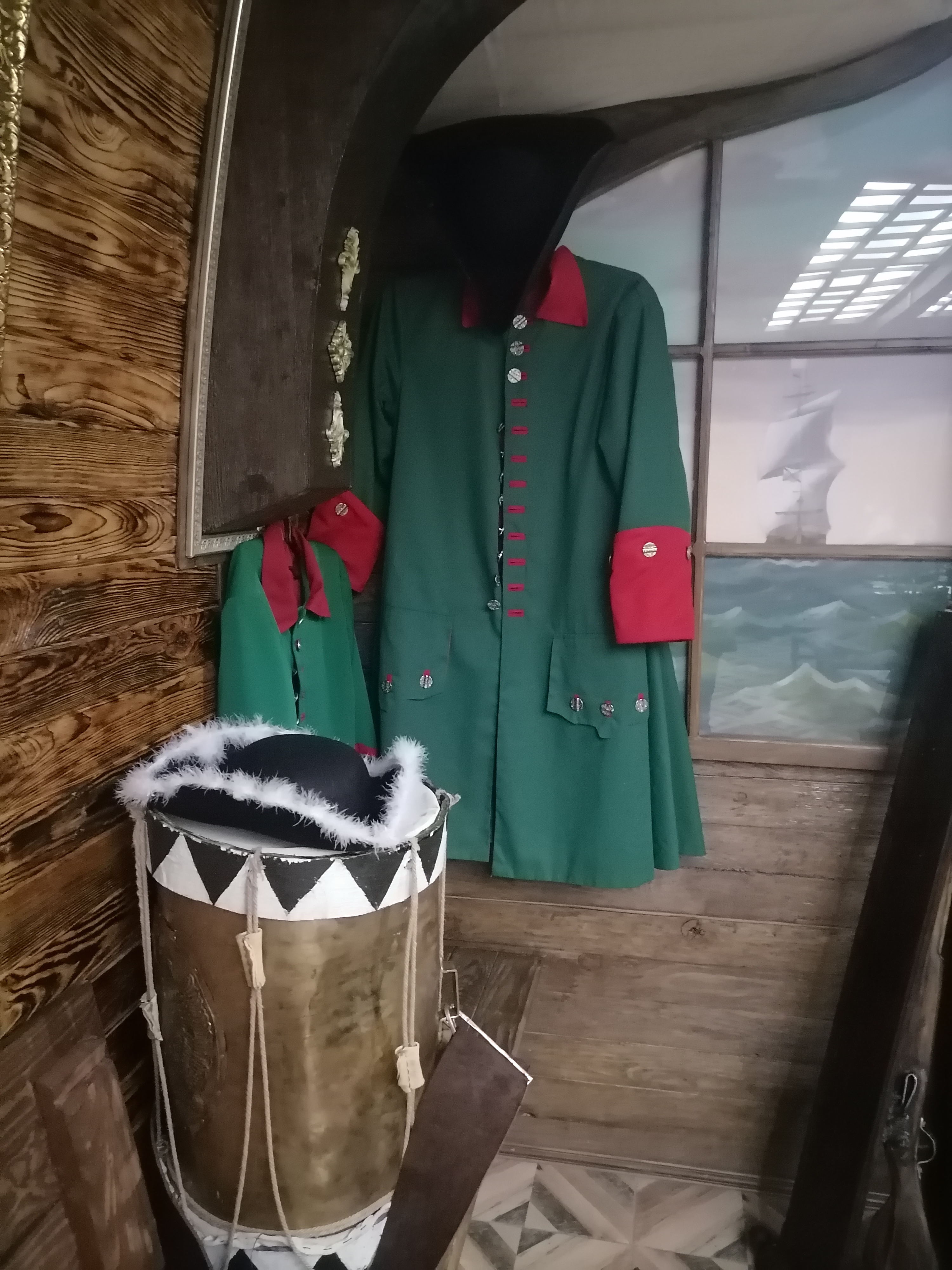
Костюмы петровской эпохи
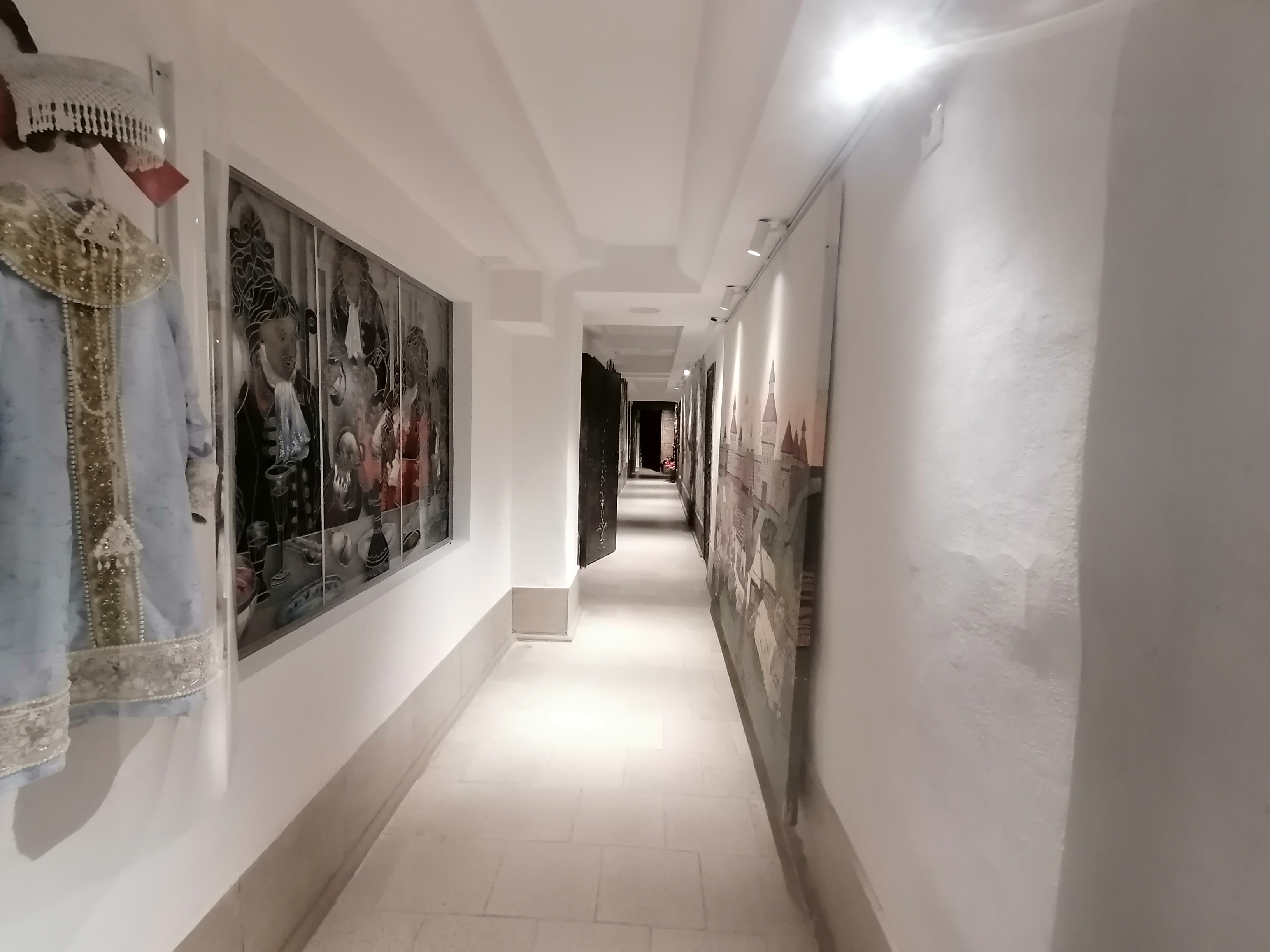
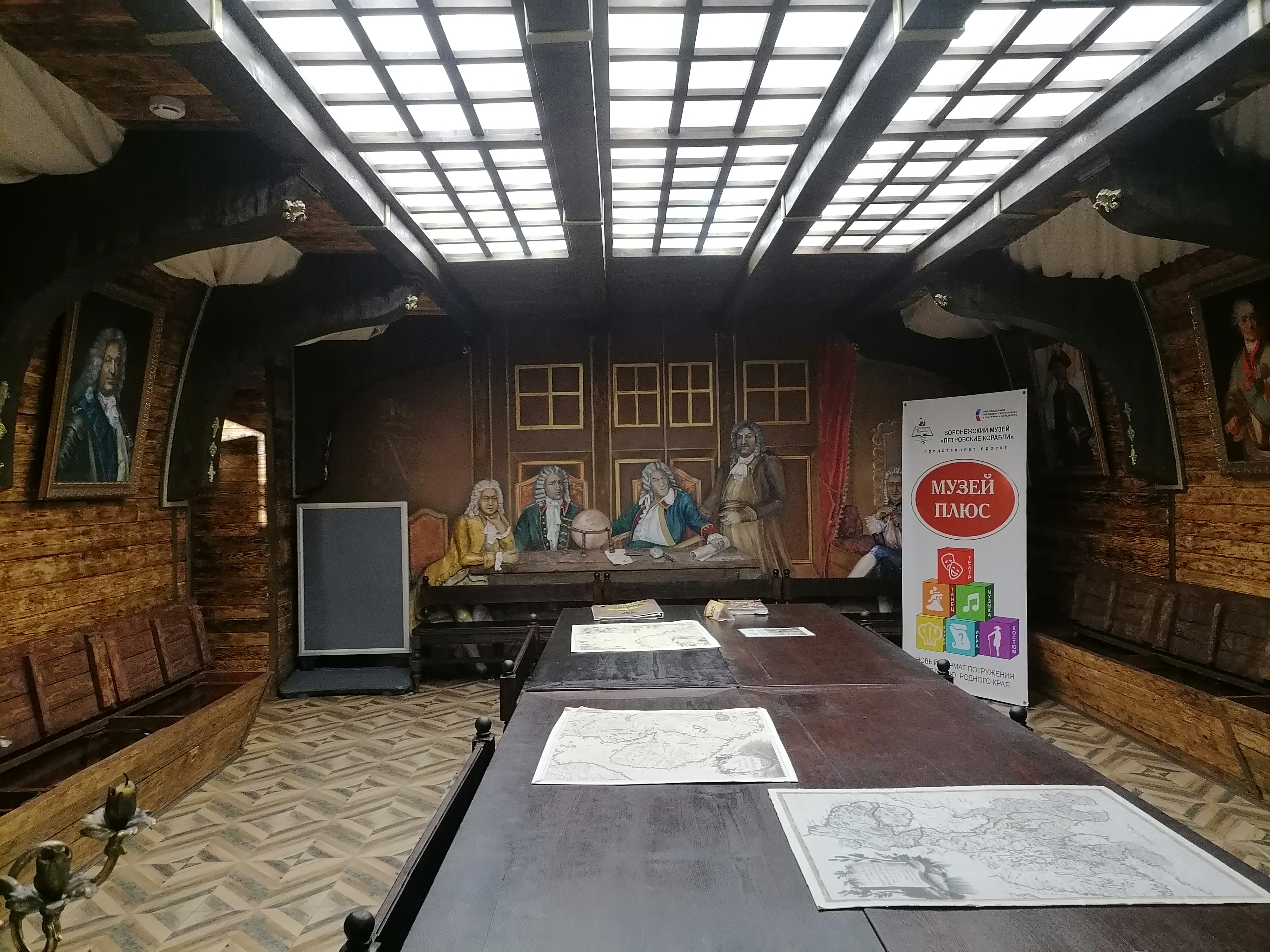
Зал ассамблеи